# Saison 1937-1938 du Stade Malherbe Caen
Chronologie
Saison précédente
La saison 1937-1938 du Stade Malherbe de Caen est la quatrième saison professionnelle du club. Le club termine à la 14e place après avoir terminé 4e de sa poule lors de la première phase du championnat. Mais l'équipe ne peut continuer l'aventure professionnelle à cause de difficultés financières. Le 12 juillet 1938, la section professionnelle est dissoute.
Les matchs se déroulent au stade de Venoix devant une affluence moyenne de 1 500 spectateurs.

## Transferts

### Arrivées
| Nom     | Poste   | Nationalité sportive | Transfert | Provenance           |
| ------- | ------- | -------------------- | --------- | -------------------- |
| Olivier | gardien | France               |           | Racing Club de Paris |

### Départs
| Nom | Poste | Nationalité sportive | Transfert | Destination |
| --- | ----- | -------------------- | --------- | ----------- |

## Les rencontres de la saison

### Championnat de deuxième division
Première phase - Poule Ouest
| Date              | Journée | Adversaire    | Lieu | Score | Buteurs SMC                 | Class. |
| ----------------- | ------- | ------------- | ---- | ----- | --------------------------- | ------ |
| 30 août 1937      | 1er     | CA Paris      | Ext. | 2-0   |                             | 4e     |
| 12 septembre 1937 | 2e      | FC Dieppe     | Dom. | 5-2   | Meneut (2), Samek, Rode (2) | 4e     |
| 19 septembre 1937 | 3e      | Stade rennais | Dom. | 3-3   | Chloupek (2), Rode          | 3e     |
| 26 septembre 1937 | 4e      | Havre AC      | Ext. | 3-0   |                             | 4e     |
| 10 octobre 1937   | 5e      | FC Dieppe     | Ext. | 3-5   |                             | 4e     |
| 24 octobre 1937   | 6e      | Havre AC      | Dom. | 1-4   | Rode                        | 4e     |
| 8 novembre 1937   | 7e      | Stade rennais | Ext. | 2-2   |                             | 4e     |
| 11 novembre 1937  | 8e      | CA Paris      | Dom. | 1-0   | Rode                        | 4e     |

| Rang | Équipe        | Pts | J | G | N | P | Bp | Bc | Diff |
| ---- | ------------- | --- | - | - | - | - | -- | -- | ---- |
| 1    | Le Havre AC   | 13  | 8 | 6 | 1 | 1 | 21 | 7  | +14  |
| 2    | Stade rennais | 9   | 8 | 3 | 3 | 2 | 15 | 12 | +3   |
| 3    | CA Paris      | 8   | 8 | 4 | 0 | 4 | 13 | 12 | +1   |
| 4    | SM Caen       | 8   | 8 | 3 | 2 | 3 | 17 | 19 | -2   |
| 5    | FC Dieppe     | 2   | 8 | 1 | 0 | 7 | 10 | 26 | -16  |

Deuxième phase - poule promotion
| Date             | Journée | Adversaire        | Lieu | Score | Buteurs SMC                 | Class. |
| ---------------- | ------- | ----------------- | ---- | ----- | --------------------------- | ------ |
| 12 décembre 1937 | 1er     | AS Saint-Étienne  | Dom. | 1-3   | Meneut                      | 11e    |
| 23 décembre 1937 | 2e      | Havre AC          | Dom. | 2-5   | Samek, Meneut               | 14e    |
| 26 décembre 1937 | 3e      | Stade rennais     | Ext. | 2-0   |                             | 15e    |
| 2 janvier 1938   | 4e      | FC Mulhouse       | Dom. | 1-2   | Rode                        | 15e    |
| 13 janvier 1938  | 5e      | US Boulogne       | Ext. | 3-0   |                             | 16e    |
| 16 janvier 1938  | 6e      | Stade de Reims    | Ext. | 1-1   |                             | 15e    |
| 23 janvier 1938  | 7e      | SR Colmar         | Dom. | 3-2   | Chloupek, Uzan (2)          | 15e    |
| 30 janvier 1938  | 8e      | AS Nancy-Lorraine | Ext. | 2-0   |                             | 15e    |
| 5 février 1938   | 9e      | CA Paris          | Ext. | 1-3   |                             | 14e    |
| 13 février 1938  | 10e     | Olympique d'Alès  | Dom. | 3-2   | Rode (2), Belhadj           | 13e    |
| 17 février 1938  | 11e     | Toulouse FC       | Dom. | 1-2   | Belhadj                     | 13e    |
| 27 février 1938  | 12e     | US Tourcoing      | Ext. | 1-4   |                             | 12e    |
| 1er mars 1938    | 13e     | USL Dunkerque     | Ext. | 3-2   |                             | 13e    |
| 6 mars 1938      | 14e     | OGC Nice          | Dom. | 2-2   | Nemeth (csc), Chloupek      | 14e    |
| 13 mars 1938     | 15e     | RC Arras          | Ext. | 2-0   |                             | 14e    |
| 20 mars 1938     | 16e     | CA Paris          | Dom. | 1-4   |                             | 14e    |
| 24 mars 1938     | 17e     | RC Arras          | Dom. | 1-0   | Borecky                     | 14e    |
| 27 mars 1938     | 18e     | OGC Nice          | Ext. | 5-0   |                             | 14e    |
|                  | 19e     | Havre AC          | Ext. | 7-1   |                             | 14e    |
| 10 avril 1938    | 20e     | AS Saint-Étienne  | Ext. | 0-0   |                             | 14e    |
| 16 avril 1938    | 21e     | US Tourcoing      | Dom. | 4-1   | Rode, Chloupek (2), Uzan    | 14e    |
| 18 avril 1938    | 22e     | USL Dunkerque     | Dom. | 0-4   |                             | 14e    |
| 24 avril 19385   | 23e     | Olympique d'Alès  | Ext. | 3-3   |                             | 14e    |
| 28 avril 1938    | 24e     | Toulouse FC       | Ext. | 2-1   |                             | 14e    |
| 2 mai 1935       | 25e     | FC Mulhouse       | Ext. | 3-1   |                             | 14e    |
| 8 mai 1935       | 26e     | US Boulogne       | Dom. | 3-1   | Guérin (3)                  | 14e    |
| 15 mai 1938      | 27e     | Stade rennais     | Dom. | 3-0   | Guérin, Braun (csc), Samek  | 14e    |
| 22 mai 1938      | 28e     | SR Colmar         | Ext. | 4-1   |                             | 14e    |
| 26 mai 1938      | 29e     | AS Nancy-Lorraine | Dom. | 2-2   | Guérin (2)                  | 14e    |
| 29 mai 1938      | 30e     | Stade de Reims    | Dom. | 3-2   | Belhadj, Schilleman, Deruaz | 14e    |

| #  | Club              | Joués | V  | N | D  | bp:bc | +/- | Points |
| -- | ----------------- | ----- | -- | - | -- | ----- | --- | ------ |
| 1  | Le Havre AC       | 30    | 20 | 4 | 6  | 77-40 | +37 | 44     |
| 2  | AS Saint-Étienne  | 30    | 17 | 7 | 6  | 72-40 | +32 | 41     |
| 3  | Stade rennais     | 30    | 17 | 6 | 7  | 49-33 | +16 | 40     |
| 4  | SR Colmar         | 30    | 17 | 5 | 8  | 54-41 | +13 | 39     |
| 5  | USL Dunkerque     | 30    | 13 | 8 | 9  | 58-52 | +6  | 34     |
| 6  | RC Arras          | 30    | 12 | 8 | 10 | 46-43 | +3  | 32     |
| 7  | Toulouse FC       | 30    | 13 | 5 | 12 | 40-43 | -3  | 31     |
| 8  | OGC Nice          | 30    | 11 | 7 | 12 | 53-50 | +3  | 29     |
| 9  | CA Paris          | 30    | 12 | 4 | 14 | 60-50 | +10 | 28     |
| 10 | Stade de Reims    | 30    | 12 | 3 | 15 | 48-50 | -2  | 27     |
| 11 | AS Nancy-Lorraine | 30    | 10 | 7 | 13 | 45-49 | -4  | 27     |
| 12 | Olympique d'Alès  | 30    | 9  | 6 | 15 | 35-44 | -9  | 24     |
| 13 | US Boulogne       | 30    | 10 | 4 | 16 | 49-66 | -17 | 24     |
| 14 | SM Caen           | 30    | 9  | 5 | 16 | 47-71 | -24 | 23     |
| 15 | FC Mulhouse       | 30    | 9  | 4 | 17 | 41-62 | -21 | 22     |
| 16 | US Tourcoing      | 30    | 5  | 5 | 20 | 37-85 | -48 | 15     |

# position ; V victoires ; N match nuls ; D défaites ; bp:bc buts pour et buts contre
 Victoire à 2 points

### Coupe de France
| Date             | Tour | Adversaire | Lieu   | Score | Buteurs SMC | Public |
| ---------------- | ---- | ---------- | ------ | ----- | ----------- | ------ |
| 19 décembre 1937 | 32e  | RC Calais  | Calais | 2-1   |             |        |